# Gunnerales
Gunnerales — порядок квіткових рослин. У системах APG III (2009) і APG IV (2016) він містить два роди: Gunnera (у родині Gunneraceae) і Myrothamnus (у родині Myrothamnaceae). Хоча це підтвердив аналіз ДНК, групування двох родин було несподіванкою, враховуючи їхню дуже різну морфологію. У старій системі Кронквіста (1981, 1988) і Тахтаджана (1997) Gunneraceae належали до Rosidae, а Myrothamnaceae — до Hamamelidaceae. У сучасних системах класифікації, таких як APG III і APG IV, цей порядок був першим, що походить від основних евдикотів.

## Морфологія
Обидві родини містять елагову кислоту. Клітини флоеми містять велику кількість пластид, а листки мають зубчасті межі. Рослини дводомні, мають дрібні квітки без оцвітини.

## Екологія
Myrothamnaceae та Gunneraceae дуже відрізняються:
- Gunneraceae є мезофільною травою (часто великого розміру), і гідатоди добре розвинені та виділяють слиз або, можливо, смолистий покрив.
- Myrothamnaceae — кущ із посушливих середовищ, а гідатоди слабо розвинені й виділяють рослинну смолу.

Обидва мають квітки без оцвітини, але деталі пилку відрізняються.